# Chbany
Chbany (en allemand : Kwon) est une commune du district de Chomutov, dans la région d'Ústí nad Labem, en Tchéquie. Sa population s'élevait à 629 habitants en 2021.

## Géographie
Chbany se trouve à 15 km au sud de Chomutov, à 58 km au sud-ouest d'Ústí nad Labem et à 78 km au nord-ouest de Prague.
La commune est limitée par Březno au nord, par Nové Sedlo, par Libědice et Pětipsy au sud, et par Vilémov et Rokle à l'ouest.

## Histoire
La première mention écrite du village date de 1422.

## Patrimoine
Patrimoine religieux

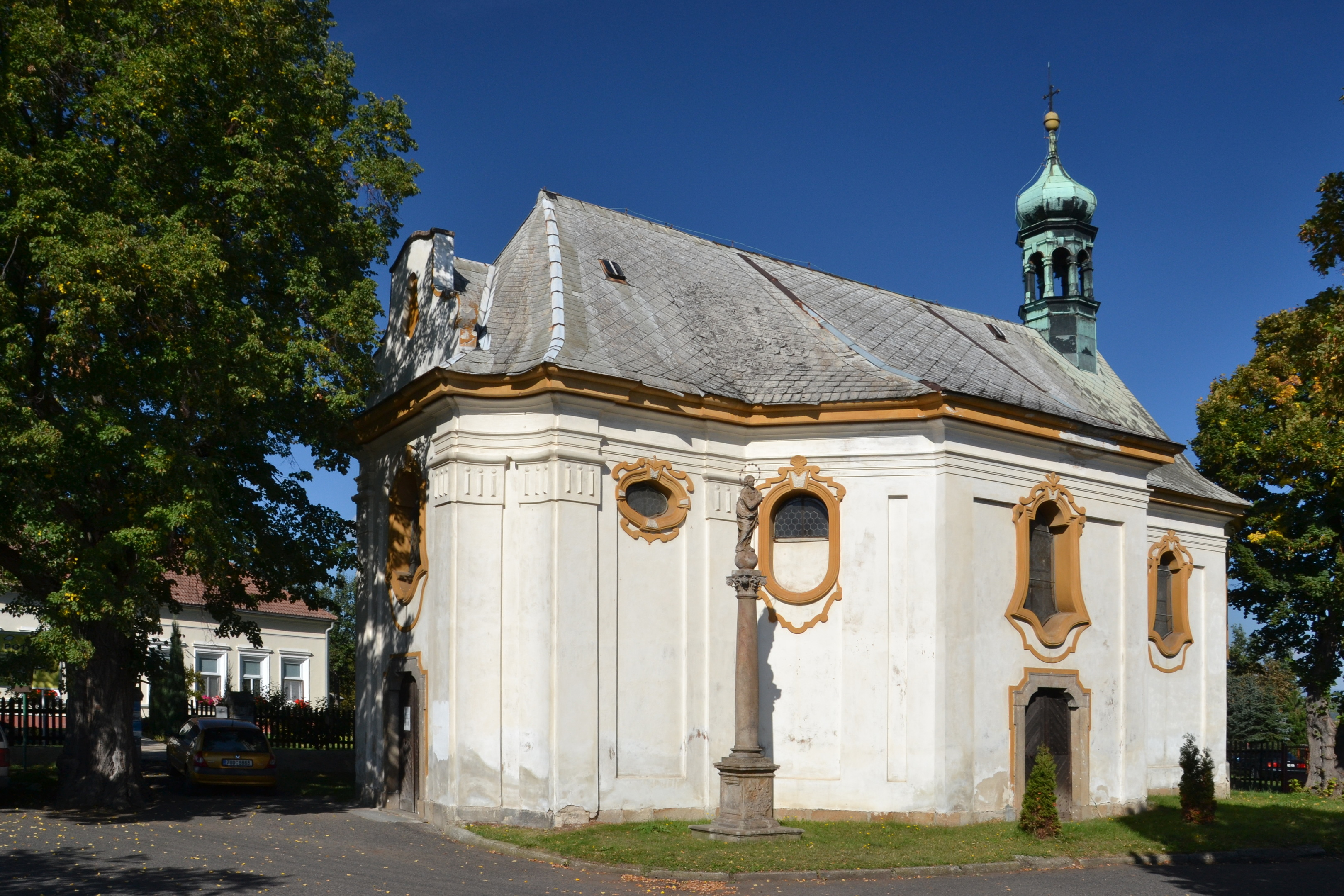
Chapelle Sainte-Anne à Vikletice.
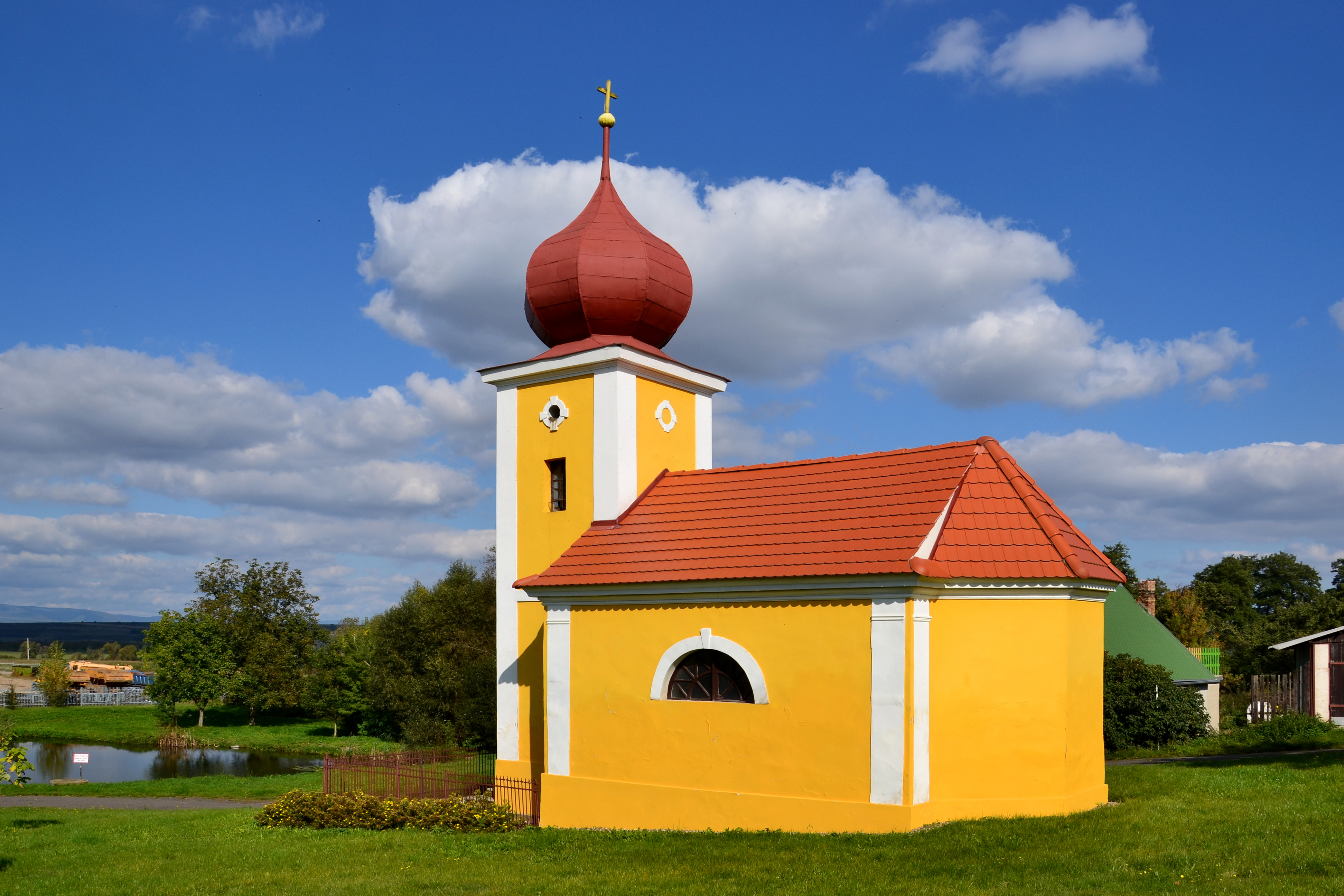
Chapelle Sainte-Marie à Roztyly.

## Administration
La commune se compose de neuf quartiers :
- Hořenice
- Chbany
- Malé Krhovice
- Poláky
- Přeskaky
- Roztyly
- Soběsuky
- Vadkovice
- Vikletice

## Transports
Par la route, Chbany se trouve à 14 km de Kadaň, à 17 km de Chomutov, à 75 km d'Ústí nad Labem et à 93 km de Prague.